# Filovia Carrara-Marinella di Sarzana

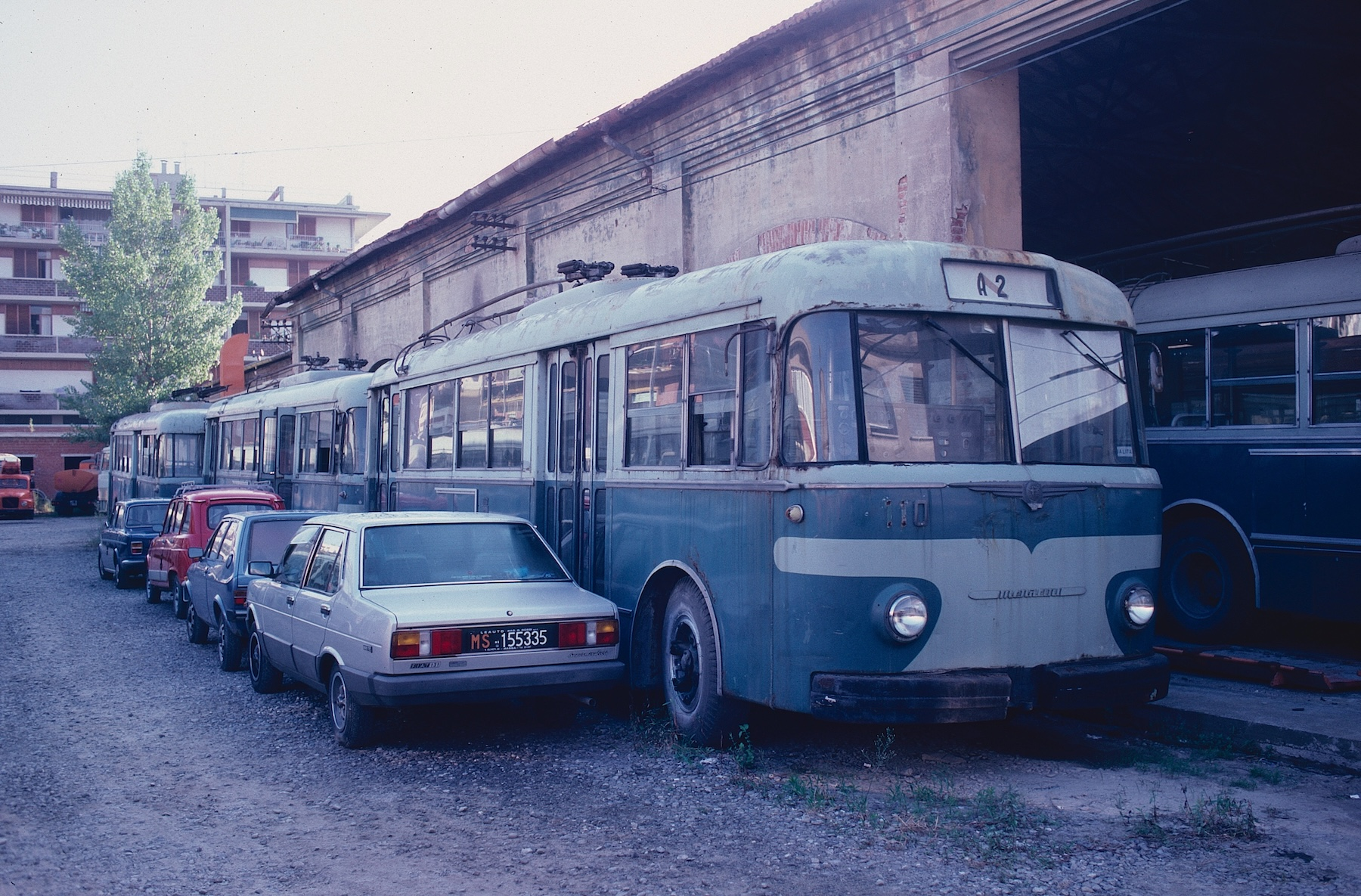
Filobus Alfa Romeo dismessi in deposito nel 1983

La filovia Carrara-Marinella di Sarzana era una linea filoviaria in esercizio dal 1955 al 1985.

## Storia
La linea nacque per sostituire la tranvia elettrica per Marina di Carrara risalente al 1915. Realizzata dalla Società Elettrica Nazionale e gestita dall'Azienda Municipalizzata Autofiloviaria Carrarese (AMAC), fu aperta il 5 giugno 1955 sul percorso Carrara-Paradiso-Fossa Maestra. Per prestare servizio sulla nuova linea furono acquistati dodici filobus Alfa Romeo, a cui se ne aggiunsero altri due l'anno successivo.
Il 7 giugno 1957 la filovia fu prolungata a Marinella di Sarzana: tale incremento di percorso portava la linea ad oltre 10 km di lunghezza.
La linea, che vantava un forte livello di traffico in particolare nei mesi estivi (in quanto transitava in zone ricche di stabilimenti balneari), cambiò svariate volte gestore: nel 1964 l'AMAC fu sostituita dalla ACSPM, a cui subentrò nel 1971 l'ATNA.
Con la riorganizzazione del trasporto pubblico della provincia, dal 1º gennaio 1980 la linea fu gestita dal Consorzio Apuano Trasporti (CAT). Sotto la nuova gestione si procedette a rinnovare gli impianti fissi e i mezzi, logorati da venticinque anni di servizio: nel 1982 quattro filobus della dotazione originaria furono ricostruiti con una nuova carrozzeria realizzata dalla Portesi di Rezzato (BS), e l'anno successivo furono acquisiti dalla rete filoviaria di Cremona quattro filobus. Sui filobus ricostruiti non fu montato il servosterzo, ritenuto non necessario a causa del ridotto numero di curve: la mancanza sfociò in una controversia sindacale che portò alla chiusura della linea il 26 dicembre 1985.

## Caratteristiche
La filovia, considerata all'epoca della sua apertura una delle più moderne d'Italia, era alimentata a 600 V corrente continua, e il bifilare era dotato della sospensione elastica Kummler&Matter (fatta eccezione per scambi e incroci).
Il percorso partiva dalla piazza centrale Farini (poi piazza G. Matteotti), proseguendo per via Roma, viale XX Settembre e quindi seguendo la SS 432 fino a Marinella di Sarzana. Con l'estensione a Marinella di Sarzana la filovia si trovò ad essere, caso unico in Italia, una linea interregionale, in quanto il nuovo capolinea si trovava in Liguria: nei progetti originari la linea sarebbe dovuta proseguire congiungendosi con la rete filoviaria della Spezia.
Il servizio prevedeva due tipologie di corse: una parte diretta da Carrara a Marinella di Sarzana e le restanti transitanti per la stazione di Carrara-Avenza, raggiunta da un anello passante. Nei pressi della stazione si trovava anche il deposito, dal 2012 utilizzato come deposito per i mezzi della Protezione Civile.

## Veicoli utilizzati
| Numeri sociali | Costruzione | Radiazione | Telaio            | Carrozzeria | Equipaggiamento elettrico | Note |
| -------------- | ----------- | ---------- | ----------------- | ----------- | ------------------------- | --- |
| 101-112        | 1955        | 1985       | Alfa Romeo 920 AF | Menarini    | Ansaldo                   | I mezzi 101, 103, 111 e 112 furono ricarrozzati dalla Portesi nel 1982; il mezzo nº 101 è stato ceduto nel 1994 al Museo Nazionale dei Trasporti |
| 113-114        | 1956        | 1977       | Alfa Romeo 920 AF | Pistoiesi   | Ansaldo                   | |
| 109 (II)       | 1964        | 1985       | Fiat 2405 F       | Menarini    | TIBB                      | Proveniente da Cremona, in servizio dal 1983; ceduto nel 1994 al Museo Nazionale dei Trasporti                                                   |
| 146-149        | 1964        | 1985       | Fiat 2405 F       | Menarini    | TIBB                      | Provenienti da Cremona, in servizio dal 1983 |